# Ovocné knedlíky
Ovocné knedlíky jsou tradiční sladký pokrm české, moravské, rakouské, ale také bavorské kuchyně. Obvykle se tvarují do  koule, zhotovují z kynutého, tvarohového nebo bramborového těsta a plní různým druhem ovoce, případně povidly nebo marmeládou. 

## Česká kuchyně
Plněné ovocné knedlíky se připravují obvykle z kynutého nebo tvarohového těsta. Plní se různými druhy ovoce jako je  borůvky, meruňka, jahoda, višeň, švestka, zřídka broskev nebo  další. Vytvarují se do koule či kuličky a vhazují do vroucí vody. Vaří se v ní tak dlouho, dokud nevyplavou na hladinu. Podávají se teplé, posypané strouhaným tvarohem, moučkovým cukrem a polité rozpuštěným máslem, pro které se na horní straně knedlík několikrát propíchne  vidličkou. Obvykle se podávají jako hlavní jídlo, řidčeji jako dezert.
Švestkové knedlíky z  bramborového  těsta se plní rozpůlenými vypeckovanými švestkami, podávají se sypané mletým mákem s moučkovým cukrem a polité máslem. V poslední době se rozšířila i šlehačka.
- Cukrářské náplně jako karamel, čokoláda, pistácie a posyp strouhaným kokosem nebo mletými ořechy zavedla v posledních letech pražská výrobna Knedlín. [2]
- Trhané knedlíky se připravují v některých českých regionech: Z celé šišky těsta se lžící nebo  vařečkou vytrhávají kousky těsta a rovnou vhazují do vařící vody, nebo se kuličky těsta natrhají – někdy se vaří pouze roztrhané knedlíkové těsto. Doporučená velikost jednoho kousku je polévková lžíce. Příliš malé kousky se rozvaří na kaši.
- Plněné slané knedlíky: Bramborové, případně kynuté knedlíky  lze plnit uzeným masem, klobásou, slaninou nebo zelím. Podávají se sypané strouhankou a polité sádlem s osmaženou cibulkou. Exotickými náplněmi poslední doby vznikl burrito knedlík s hovězím, ratatouille se zeleninou nebo thajský knedlík s krevetami, jaký Thajsko nezná.[2]

## Rakousko a Bavorsko
Tradiční rakouský a bavorský Germknödel je knedlík plněný povidly a vařený ve slané vodě. Podává se posypaný moučkovým nebo krystalovým cukrem s mákem a politý máslem, někdy se přidává vanilkový krém nebo cukr se skořicí. Podobný recept má Dampfnudel, který je buď vařený ve směsi mléka a másla nebo smažený. Rakouské knedlíky se podávají jako hlavní jídlo nebo dezert.

## Norsko
Termín pro knedlík a jeho receptura jsou známy také v Norsku, ale v tamní kuchyni nejsou oblíbené.

## Příprava ovocných knedlíků

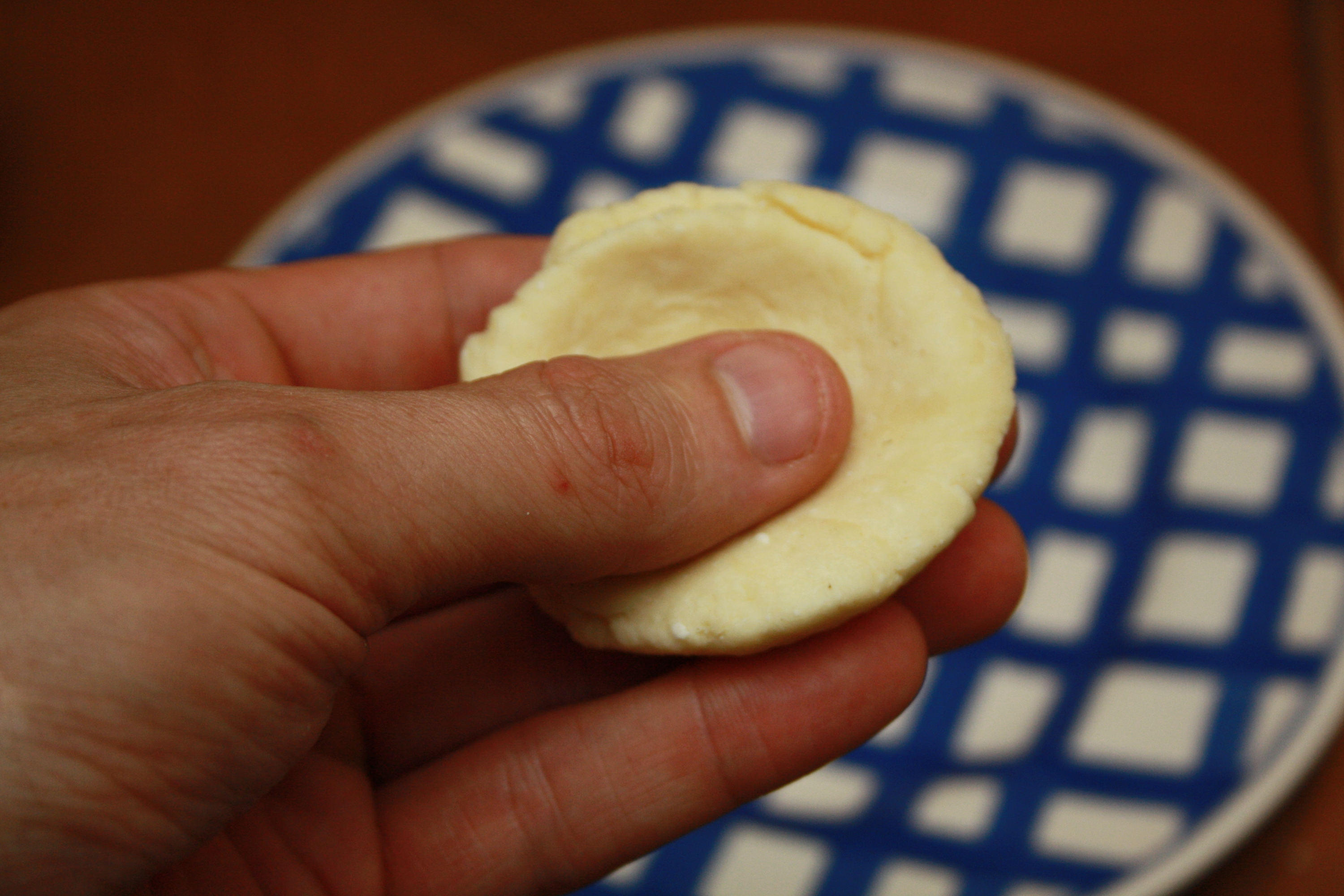
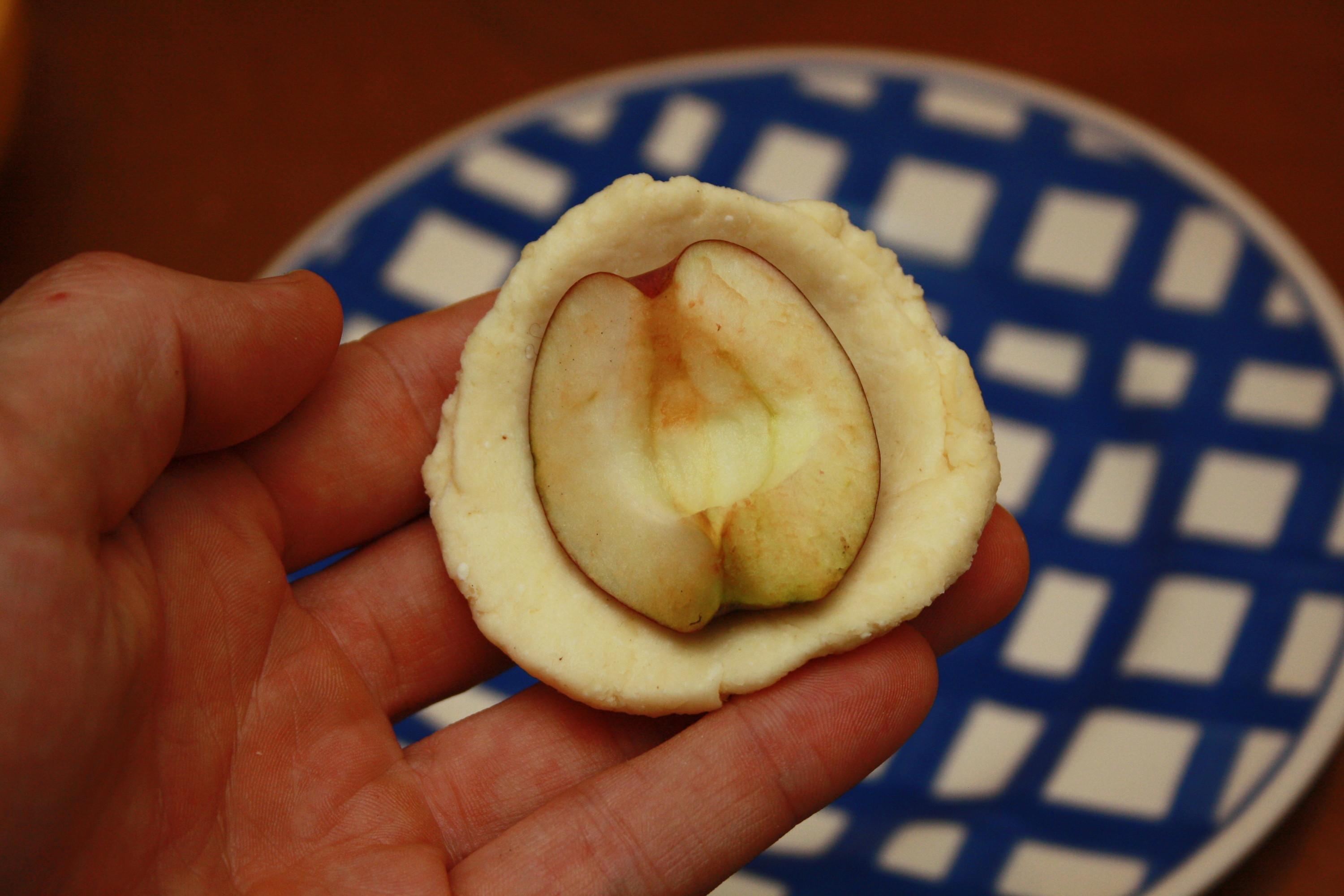
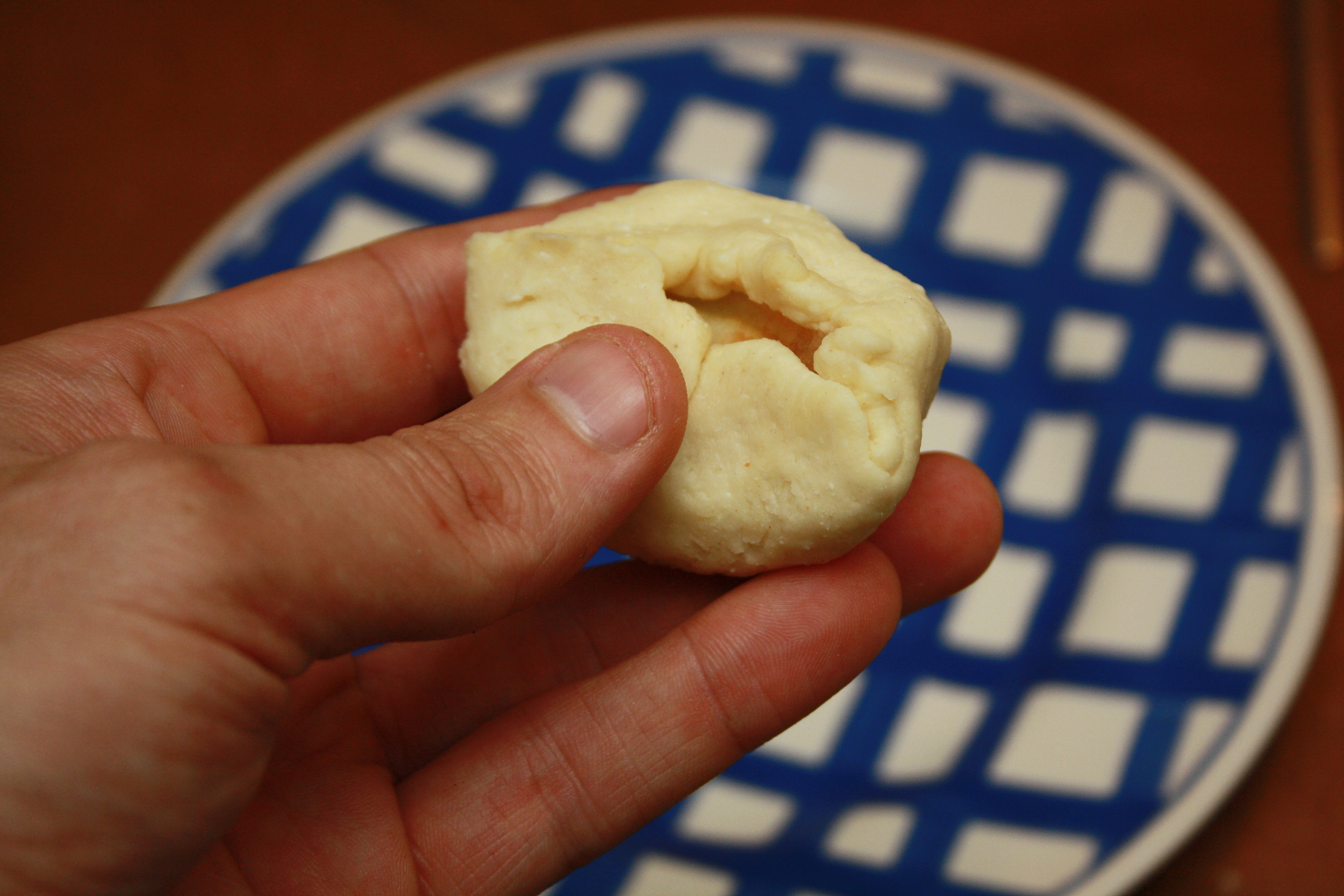
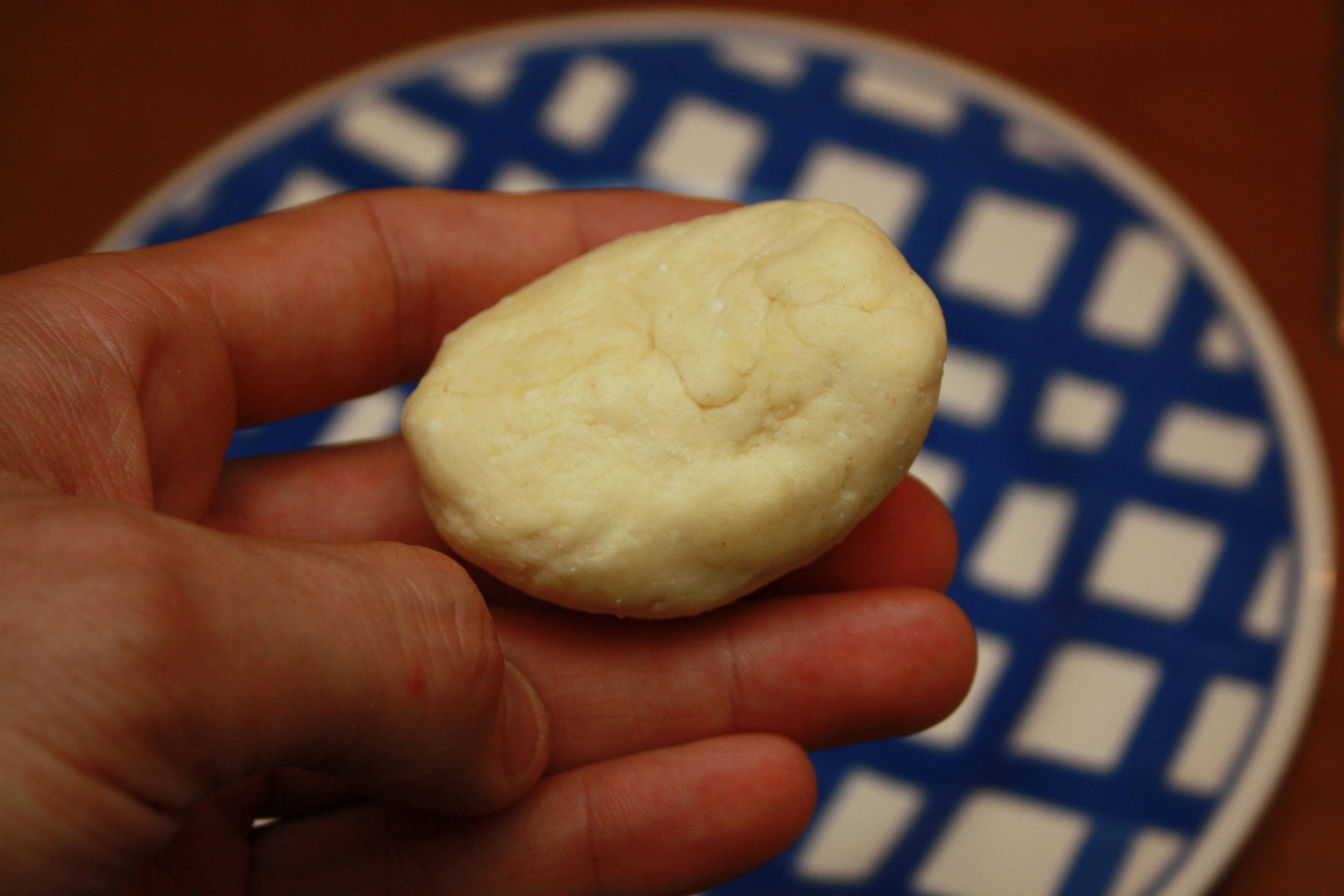
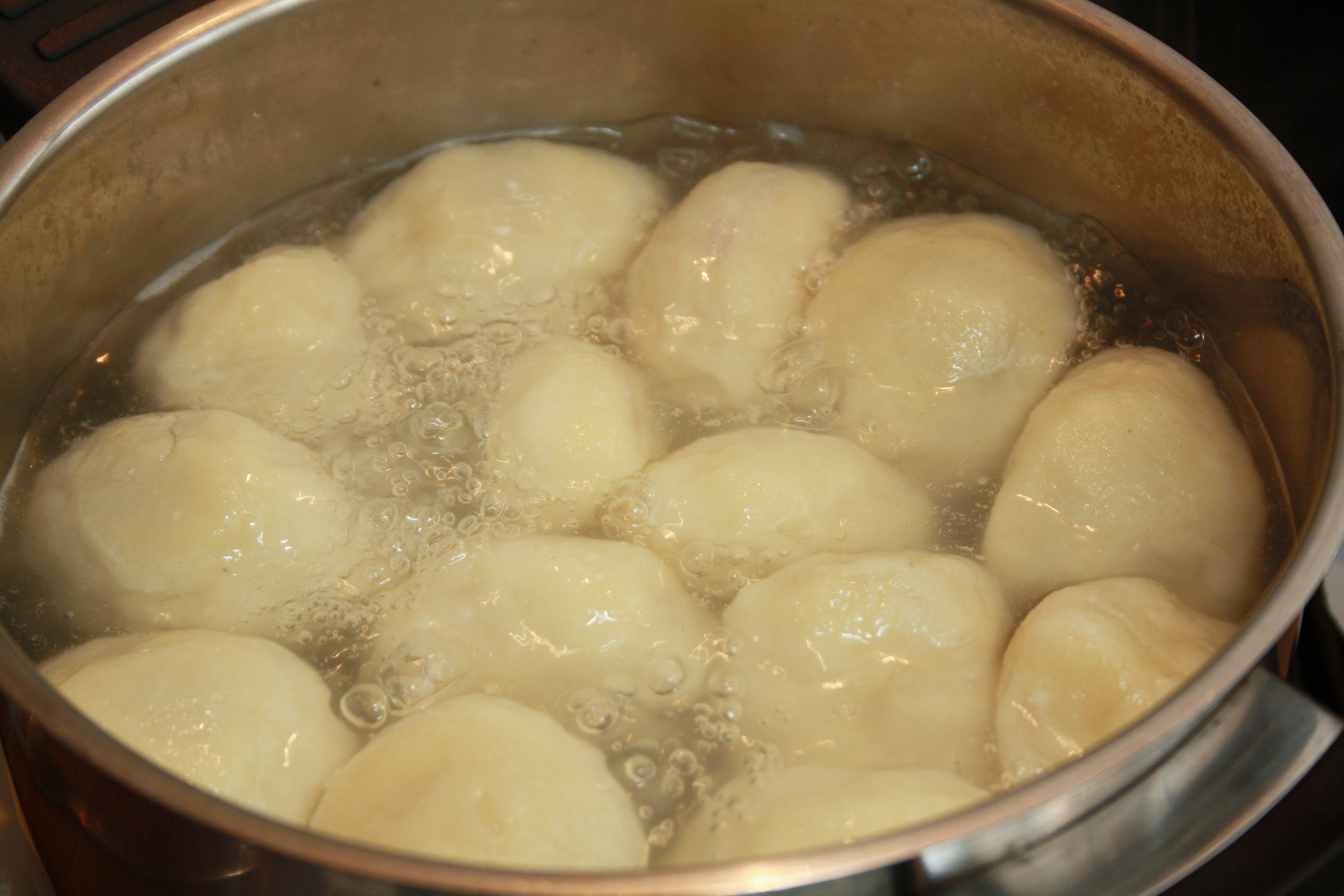
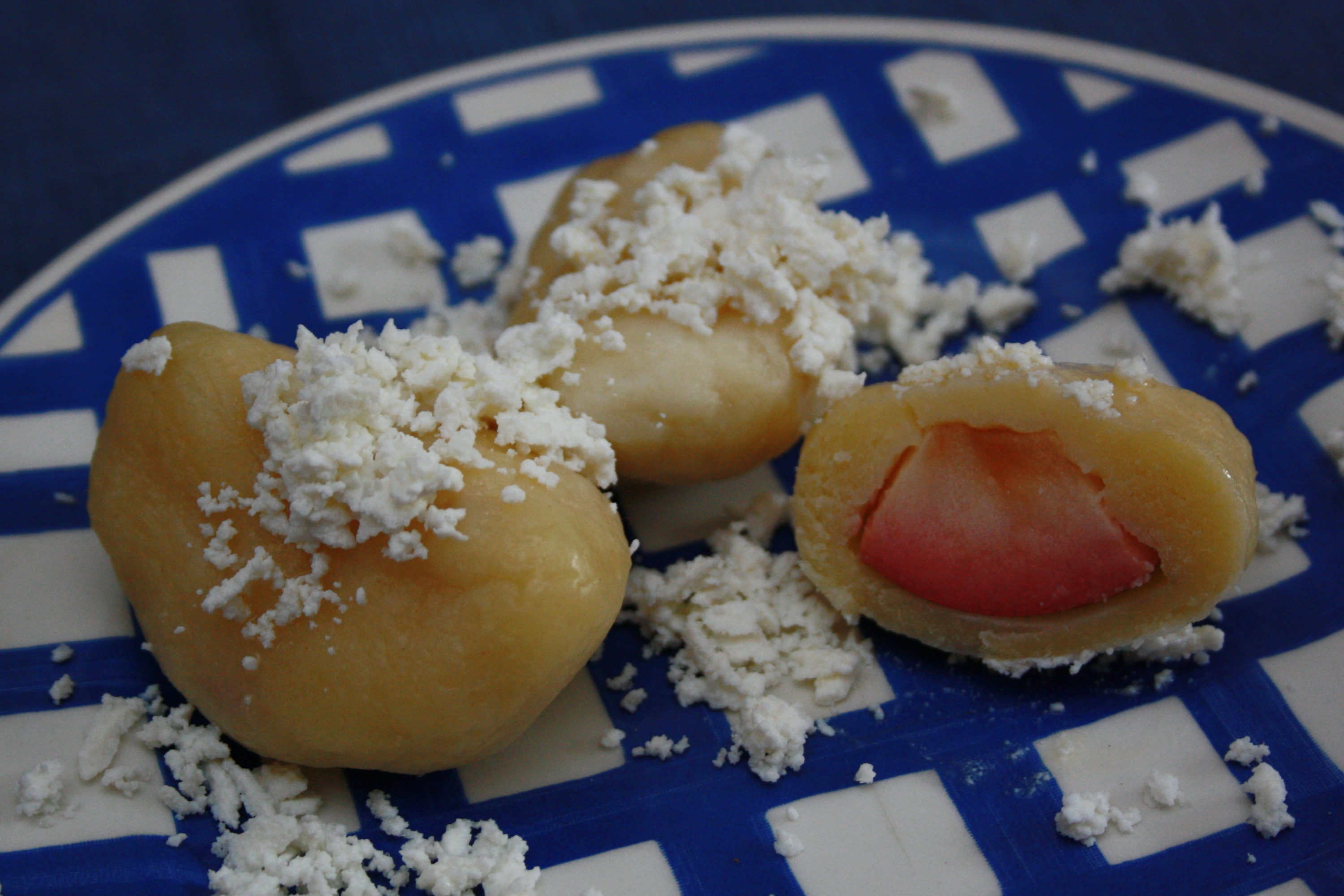